# Taiama
Taiama é uma cidade da Serra Leoa.